# یوستیک
یوستیک (به لاتین: Yustik) یک منطقهٔ مسکونی در روسیه است که در جمهوری آلتای واقع شده‌است.